# دیوید مک‌کئون
دیوید مک‌کئون (انگلیسی: David McKeon؛ زادهٔ ۲۵ ژوئیهٔ ۱۹۹۲) یک شناگر اهل استرالیا است.
از افتخارات وی میتوان به کسب مدال برنز ۴×۲۰۰ متر آزاد امدادی در ۲۰۱۵ کازان اشاره کرد.